# 有森三雄
有森 三雄（ありもり みつお、1890年〈明治23年〉10月24日 - 1976年〈昭和51年〉8月17日）は、大日本帝国陸軍軍人。最終階級は陸軍少将。

## 経歴
岡山県出身。1921年（大正10年）7月、陸軍士官学校第33期卒業。
陸軍航空本部員、陸軍航空技術研究所員を経て、1940年（昭和15年）12月より山下奉文陸軍中将に従い、ドイツへ出張する。翌年の1941年（昭和16年）8月、陸軍大佐に進み、航空本部第8課長、同本部技術部員、同部航空機課長を歴任し、1945年（昭和20年）4月、陸軍航空審査部員となり、同年6月に陸軍少将に進んだ。
1948年（昭和23年）1月31日、公職追放仮指定を受けた。